# Sandrine Ilendou
Sandrine Ilendou (19 de noviembre de 1983) es una deportista gabonesa que compitió en judo. Ganó dos medallas de plata en los Juegos Panafricanos en los años 2007 y 2011, y tres medallas de bronce en el Campeonato Africano de Judo entre los años 2005 y 2012.

## Palmarés internacional
| Juegos Panafricanos | Juegos Panafricanos          | Juegos Panafricanos | Juegos Panafricanos |
| Año                 | Lugar                        | Medalla             | Categoría           |
| ------------------- | ---------------------------- | ------------------- | ------------------- |
| 2007                | Argel (Argelia)              | Medalla de plata    | –48 kg              |
| 2011                | Maputo (Mozambique)          | Medalla de plata    | –48 kg              |
| Campeonato Africano |                              |                     |                     |
| Año                 | Lugar                        | Medalla             | Categoría           |
| 2005                | Puerto Elizabeth (Sudáfrica) | Medalla de bronce   | –48 kg              |
| 2011                | Dakar (Senegal)              | Medalla de bronce   | –48 kg              |
| 2012                | Agadir (Marruecos)           | Medalla de bronce   | –48 kg              |